# Alice Macdonald
Alice Macdonald, née le 1er avril 1983, est une personnalité politique britannique, membre du Parti travailliste et coopératif. Elle est députée de Norwich North depuis 2024. 
Elle commence sa carrière professionnelle dans le secteur bénévole, dirige des campagnes pour Save the Children, puis devient directrice des campagnes et de la politique dans une ONG associée aux Nations Unies. 
En 2010, Alice Macdonald travaille pour le Parti travailliste et comme conseillère auprès de Harriet Harman. 

## Biographie

### Origines et éducation
Sa mère Irene Macdonald, est une ancienne dirigeante travailliste du conseil de West Norfolk et son père travaille comme avocat auprès des syndicats.
Alice Macdonald grandit à Marham, où elle fréquente Downham Market High School (en) jusqu'à l'âge de 16 ans. Par la suite, elle se rend à Cambridge pour poursuivre ses études en sixième,.
Elle continue des études de français et d'italien à l'université de Bristol avant d'obtenir un master à la School of Oriental and African Studies à Londres.

### Carrière professionnelle
Non issue du milieu politique, Alice Macdonald consacre la majorité de sa carrière au secteur bénévole et caritatif. Elle est directrice des campagnes et de la politique dans une organisation à but non lucratif collaborant avec les Nations Unies pour lutter contre la pauvreté, les inégalités et le changement climatique. Avant cela, elle dirige des campagnes internationales pour Save the Children en faveur des enfants vulnérables.
Fervente défenseuse de l'action communautaire, elle s'implique localement en tant que gouverneure scolaire et gouverneure d'un hôpital. Pendant la pandémie, Alice Macdonald travaille comme bénévole dans une banque alimentaire locale et distribue des colis aux personnes âgées.

### Carrière politique
Au début de sa carrière politique, Alice Macdonald travaille pour le Parti travailliste et termine son parcours en tant que conseillère auprès de Harriet Harman, alors secrétaire d'État au Développement international, au début des années 2010,. Elle s'engage dans la lutte contre la pauvreté, les inégalités et le changement climatique, tout en défendant les droits des femmes, soutenant les services publics, et s'opposant aux coupes budgétaires conservatrices.
« Le constat que j'ai fait – et que j'ai confirmé en devenant conseillère il y a quelques années – est que les plus pauvres et les plus vulnérables sont toujours les plus affectés, peu importe l'endroit. » dit-elle.
Alice Macdonald considère qu'il est crucial de restaurer les services publics et de résoudre la crise du coût de la vie après 12 années de gestion conservatrice. Pendant ses premiers 100 jours comme candidate travailliste, elle met en avant le manque de garde d'enfants abordable, milite pour améliorer les services de santé mentale, et, en collaboration avec Wes Streeting, cherche à réduire les délais d'attente chez les médecins généralistes et les dentistes. Elle continue également à rencontrer les habitants de Norwich North.
En 2022, Alice Macdonald est désignée candidate pour la circonscription de Norwich North, qu'elle remporte en 2024 avec 20 794 voix, dépassant de plus de 10 000 voix la candidate conservatrice sortante, Chloe Smith.

### Vie privée
Alice Macdonald réside près de Sewell Park.